# 胀毛蚶
胀毛蚶（学名：Scapharca globosa），是魁蛤目魁蛤科毛蚶属的一种。主要分布于中国大陆，常栖息在南海（17-25米）、潮下带至20米左右。